# Micro Ventures
Micro-Aventuras é um desenho de fundo educacional, com produção Hanna-Barbera, que teve apenas 4 episódios. Passava junto com o show dos Banana Splits. Estreou em 1968.

## História
Em cada episódio, o Professor Carter e seus dois filhos adolescentes, usam uma máquina de encolher e diminuem de tamanho, junto com o seu buggy a fim de explorar e experimentar o mundo da perspectiva de um inseto.

## Lista de episódios
1. The Tiny Sea
2. The Dangerous Desert
3. The Backyard Jungle
4. Exploring an Ant Colony

## Dubladores

### Nos Estados Unidos
- Prof. Carter: Don Messick
- Jill Carter (a filha): Patsy Garrett
- Mike Carter (o filho): Tommy Cook

### No Brasil
- Prof. Carter: ???
- Jill Carter (a filha): ???
- Mike Carter (o filho): Henrique Ogalla